# Thomas Jules Richard Maillot
Pour les articles homonymes, voir Jules Richard.
Thomas Jules Richard Maillot, dit Jules Richard, né le 3 avril 1824 à Paris 5e et mort le 18 juillet 1899 à Paris 17e, est un journaliste et écrivain militaire français.

## Biographie
Il a débuté dans les bureaux du ministère de la guerre, qu'il quitta pour le journalisme en 1856. Il fut d'abord au Figaro un journaliste fioancier, mais en 1859 des variétés militaires au Pays le lancèrent d'un autre côté. Il collabora à de nombreux journaux et devint un des chroniqueurs en vedette, qui a eu une grande notoriété, en son temps.
Rédacteur au Courrier de Paris, à L'Évènement et au journal Le Figaro jusqu'en 1892, il y était apprécié pour son érudition : « Jules Richard était en effet le journaliste de métier par excellence, s'assimilant toutes les questions et les développant dans une langue facile, claire, et précise. »
Il s'était investi dans la politique par sympathie au bonapartisme — sympathie perdurant toujours après la guerre franco-allemande de 1870 — , dans la finance, et dans la presse militaire.
Il fut le collaborateur d'Hippolyte Castille qu'il aida à la rédaction de ses biographies politiques. Il a terminé sa carrière de journaliste au journal même où il avait débuté, au Figaro.
Outre ses chroniques dans de nombreux journaux, il a publié de nombreux ouvrages traitant de questions d'ordre divers, du Second Empire, de l'armée, de la peinture, et du bonapartisme et fourni le texte de grandes publications militaires illustrées. À la fin de sa carrière, il s'était exclusivement consacré aux choses militaires.
Son état de santé l’ayant obligé à abandonner le journalisme, en 1892, sa retraite était si complète qu'il était si absolument oublié, que beaucoup le croyaient mort.

## Ouvrages
- L’Armée et la Guerre, 1896.
- La Jeune Armée, 1890.
- Annuaire de la guerre 1870-1871.., 1887.
- L’Armée française (comprenant des lithographies réalisées spécifiquement pour l’ouvrage par Édouard Detaille), 1884-1888 (plusieurs tomes).
- En campagne, Paris, 1886 (lire en ligne sur Gallica).
- Comment on a restauré l’Empire, Paris, 1884 (lire en ligne sur Gallica).
- L’Art de former une bibliothèque, Paris, 1883 (lire en ligne sur Gallica).
- Le Bonapartisme sous la République, Paris, 1883 (lire en ligne sur Gallica).
- La Capitulation de Sedan, Paris, 1872 (lire en ligne sur Gallica).
- La Galère conjugale, 1866.
- Un péché de vieillesse, 1865.
- Les Crimes domestiques, 1862.
- L’Armée française en Italie, ses officiers, ses généraux, ses régiments, Paris, 1859 (lire en ligne sur Gallica).
- Napoléon III en Italie, Paris (lire en ligne sur Gallica).